# 照村岭
34°01′07″N 111°03′40″E / 34.01853°N 111.06115°E

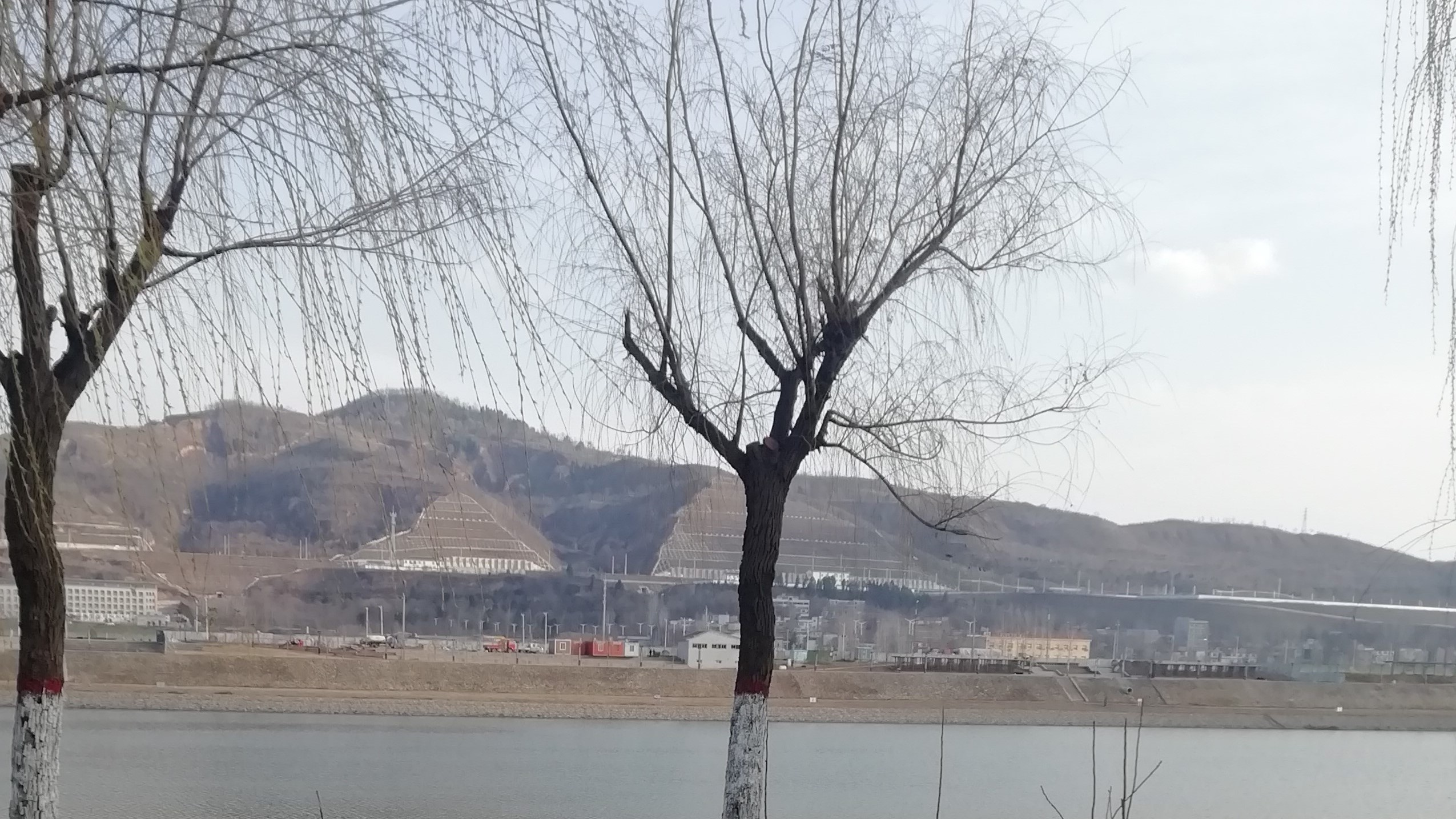
在洛河北岸看照村岭

照村岭是中华人民共和国河南省三门峡市卢氏县横涧乡照村下轄的一個自然村。因此地有卢氏古八景之一的西霞晚照而得名，2018年1月18日照村岭入选第五批河南省传统村落名录。